# Rudry

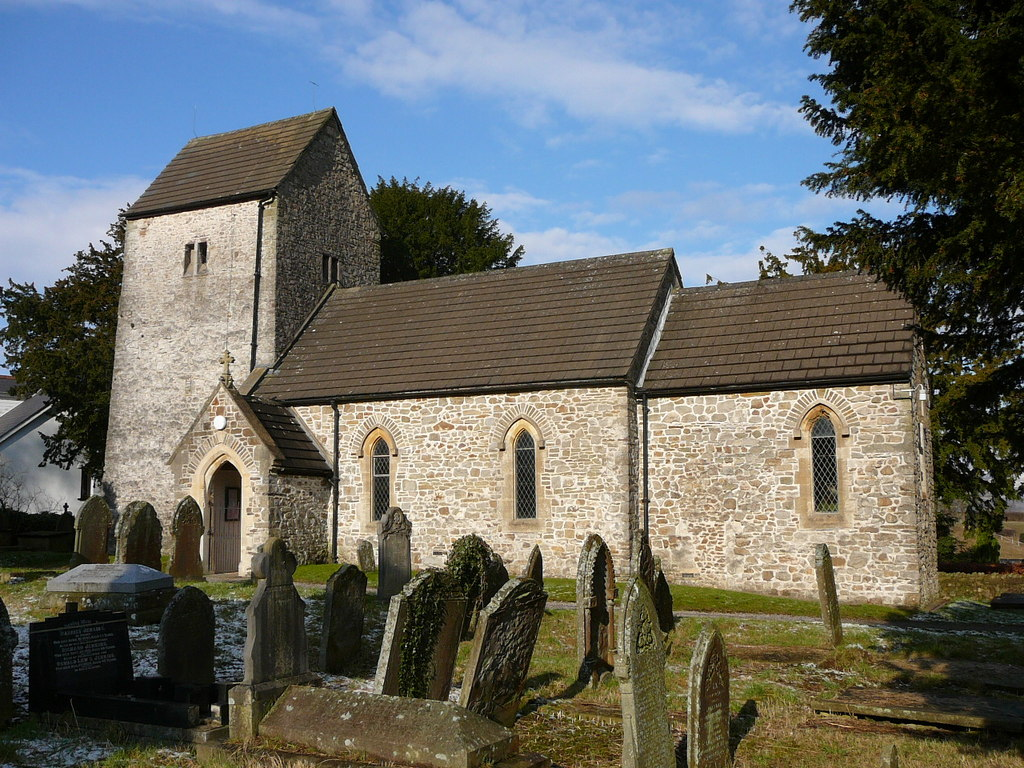
Rudry: la chiesa di San Giacomo

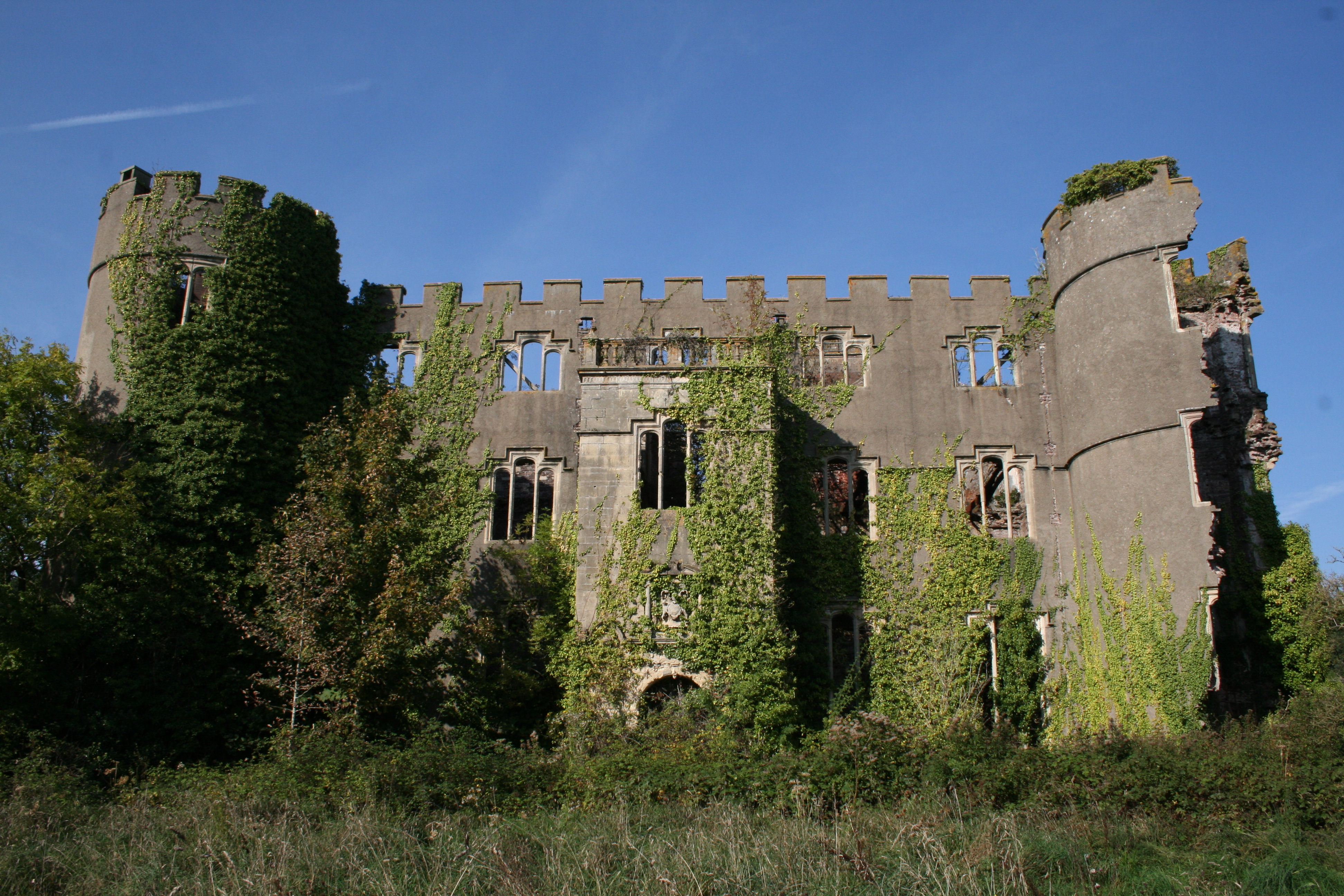
Il Ruperra Castle, situato nei pressi di Rudry

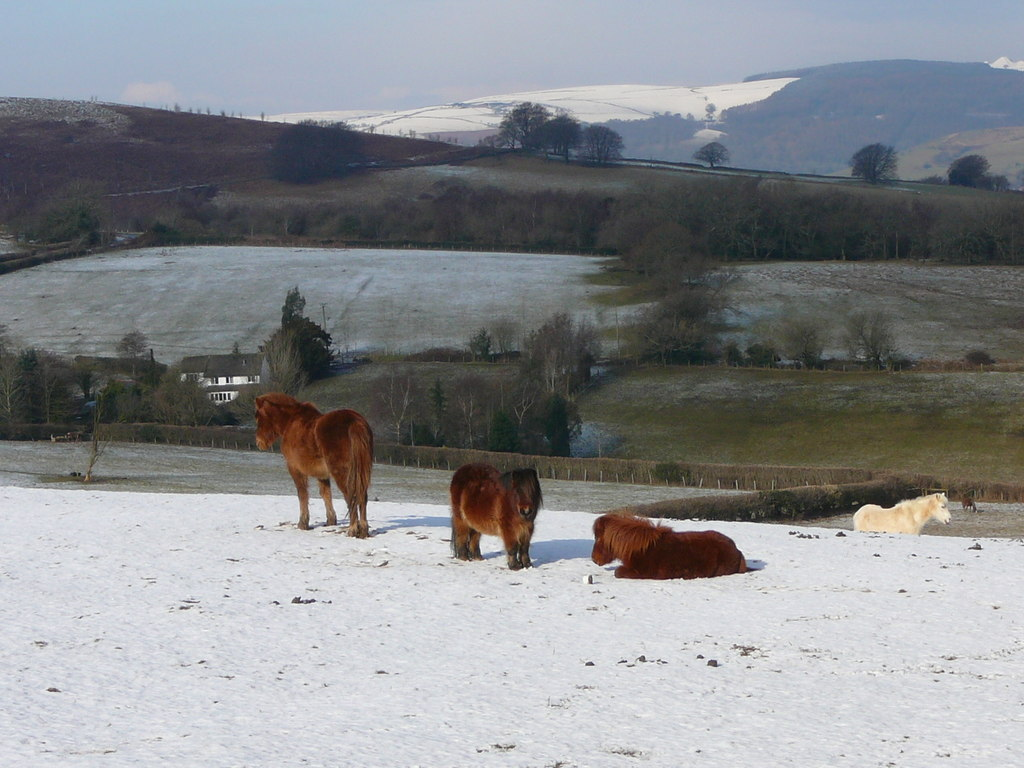
Paesaggio invernale a Rudry

Rudry (in gallese: Rhydri) è un villaggio con status di comunità (community) del Galles sud-orientale, facente parte del distretto di contea di Caerphilly e situato lungo il corso del fiume Rhymney. L'intera community conta una popolazione di circa 1000-1100 abitanti.

## Geografia fisica

### Territorio
La comunità di Rudry si trova nel tratto meridionale del distretto di contea di Caerphilly a pochi chilometri dalla costa che si affaccia sul canale di Bristol e della capitale Cardiff, tra le località di Caerphilly e Newport (rispettivamente a est della prima e a ovest della seconda) e a sud-est di Pontypridd a e sud-ovest di Cwnbran. A sud del villaggio di Rudry, si trovano i villaggi di Machen e Lower Machen.
Il fiume Rhymney scorre lungo i confini settentrionali della community.

## Monumenti e luoghi d'interesse

### Architetture religiose

#### Chiesa di San Giacomo
Il principale edificio religioso di Rudry è la chiesa di San Giacomo, la cui prima menzione risale al 1295.

### Architetture civili

#### Ruperra Castle
Nella comunità di Rudry, segnatamente nei pressi del villaggio di Lower Machen, si trova poi il Ruperra Castle, un maniero in stile rinascimentale, costruito nel 1626 per volere di Sir Thomas Morgan di Machen e situato all'interno di un parco di 14 ettari.

## Società

### Evoluzione demografica
Nel 2019, la popolazione stimata della community di Rudry era pari a 1 089 abitanti, in maggioranza (528) di sesso femminile.
La popolazione al di sotto dei 18 anni era stimata in 212 unità (di cui 119 erano i bambini al di sotto dei 10 anni), mentre la popolazione dai 65 anni in su era stimata in 218 unità (di cui 43 erano le persone dagli 80 anni in su).
La community ha conosciuto incremento demografico rispetto al 2011, quando la popolazione censita era pari a 1 053 unità e al 2001, quando la popolazione censita era pari a 862 unità.

## Geografia antropica

### Suddivisioni amministrative
Villaggi della comunità di Rudry
- Rudry
- Draethen
- Garth
- Waterloo